# Хамхоєв Адам Єрахович
Адам Єрахович Хамхоєв (рос. Адам Ерахович Хамхоев; 24 червня 1991, Інгушетія, Росія — 20 травня 2022, поблизу Сєвєродонецька, Луганська область, Україна) — російський офіцер, капітан ПДВ РФ. Герой Російської Федерації.

## Біографія
Племінник генерал-полковника Юнус-Бека Євкурова. Закінчив Рязанське повітрянодесантне командне училище. Учасник вторгнення в Україну, командир десантно-штурмової роти 31-ї окремої десантно-шутрмової бригади. 19 травня 2022 року був важко поранений в районі Сєвєродонецька. Помер в ніч з 20 на 21 травня.
Похований в Інгушетії. На похороні були присутні заступник міністра оборони РФ Юнус-Бек Євкуров, спікер зборів республіки Магомет Тумгоєв, депутати, заступник голови уряду Магомед Євлоєв, представники адміністрації глави та уряду регіону. Глава Інгушетії Махмуд-Алі Каліматов висловив співчуття родичам і особисто Євкурову. Також співчуття висловив глава Дагестану Сергій Меліков.

## Нагороди
Отримав декілька нагород, серед яких:
- Медаль «За військову доблесть» 2-го ступеня[4]
- Орден Мужності (2022, посмертно)[5]
- Звання «Герой Російської Федерації» (2022, посмертно)[2] — «за мужність і героїзм, проявлені під час виконання військового обов'язку.»[6] Хамхоєв став наймолодшим Героєм РФ з Інгушетії.[2]

## Вшанування пам'яті
1 вересня 2022 року в Карабулацькій середній загальноосвітній школі №2 була відкрита меморіальна дошка.